# 7315-ös busz
A 7315-ös  jelzésű autóbusz Székesfehérvár, Csór és Várpalota között közlekedik. A járatot a Volánbusz üzemelteti.

## Megállóhelyei
| 0                                               | Székesfehérvár, autóbusz-állomás végállomás | 39 | 10, 11, 11A, 12, 12A, 12Y, 13, 13A, 13G, 13Y, 14, 14G, 15, 15Y, 26, 26A, 26G, 27, 36, 37, 38, 40, 41, 42, 43, 44 707, 718, 747, 748, 749, 750, 751, 757, 758, 759, 8000, 8001, 8010, 8011, 8013, 8030, 8032, 8033, 8035, 8037, 8039, 8040, 8046, 8047, 8048, 8049, 8050, 8055, 8060, 8062, 8065, 8066, 8067, 8068, 8069, 8070, 8078, 8086, 8090, 8092, 8093, 8095, 8096, 8097, 8099 | Autóbusz-állomás, Székesfehérvár-Belváros, Alba Plaza                           |
| 3                                               | Székesfehérvár, Szent Gellért utca          | 36 | 8086 10, 12, 14, 17, 30, 36, 37 | Csitáry G. Emil Uszoda és Strand, Rác temető                                    |
| 5                                               | Székesfehérvár, Hosszútemető                | 34 | 8086 30, 36, 37 | Hosszú temető                                                                   |
| 8                                               | Székesfehérvár, Régi Csóri út               | 31 | 8086 30, 36 | Lidl                                                                            |
| 11                                              | Székesfehérvár, iszkaszentgyörgyi elágazás  | 28 | 8086 36 |                                                                                 |
| székesfehérvári helyi bérlet/jegy szakasz-határ |                                             |    | |                                                                                 |
| 17                                              | Iszka, szőlőhegy                            | 22 | |                                                                                 |
| 19                                              | Csór, szőlőhegy                             | 20 | |                                                                                 |
| 20                                              | Csór, Rákóczi utca 1.                       | 19 | |                                                                                 |
| 22                                              | Csór, Magyar utca                           | 17 | | Református templom, Csóri Csuka Csárda, Katolikus templom, Coop, Nedeczky-kúria |
| 23                                              | Csór, Ady Endre utca                        | 16 | | Temető                                                                          |
| 27                                              | Várpalota, Alumíniumkohó bejárati út        | 12 | |                                                                                 |
| 28                                              | Várpalota, Erőmű                            | 11 | 1, 1Y | Inotai hőerőmű                                                                  |
| 30                                              | Várpalota, Erőmű lakótelep                  | 9  | 1, 1Y |                                                                                 |
| 32                                              | Várpalota, Erőmű                            | 7  | 1, 1Y | Inotai hőerőmű                                                                  |
| 36                                              | Várpalota, Széchenyi utca                   | 3  | |                                                                                 |
| 37                                              | Várpalota, Mélyfúró Vállalat                | 2  | |                                                                                 |
| 39                                              | Várpalota, autóbusz-állomás                 | 0  | 10, 10A, 11, 11Y |                                                                                 |

## Külső hivatkozások
- Középnyugat-magyarországi Közlekedési Központ weboldala
- Alba Volán Zrt. weboldala. [2014. december 16-i dátummal az eredetiből archiválva]. (Hozzáférés: 2017. április 19.)
- Hivatalos autóbusz-menetrend. [2016. október 26-i dátummal az eredetiből archiválva]. (Hozzáférés: 2017. április 19.)